# Piotr Murdzia
Piotr Murdzia (ur. 20 lutego 1975 w Gdańsku) – polski szachista, wielokrotny mistrz świata w rozwiązywaniu zadań szachowych, mistrz międzynarodowy od 1994, arcymistrz w rozwiązywaniu zadań szachowych od 2002 roku. Z wykształcenia jest filologiem rosyjskim (ukończył studia na Uniwersytecie Gdańskim, na Wydziale Filologiczno-Historycznym).

## Kariera szachowa
Czterokrotnie zdobył medale mistrzostw Polski juniorów: dwa złote (1991, 1995 – oba w MP do 20 lat) oraz dwa srebrne (oba w 1993 – w MP do 18 lat i MP do 20 lat). Czterokrotnie (w latach 1990, 1991, 1992 i 1993) zdobył tytuły drużynowego mistrza Polski juniorów, w barwach klubu "Gedania" Gdańsk. W 1994 r. zadebiutował w finale mistrzostw Polski seniorów. Do tego szczebla rozgrywek awansował jeszcze trzykrotnie, w latach 1997, 2003 i 2004. Zajął pierwsze miejsca w międzynarodowych turniejach w Hamburgu (1996, turniej B), Świdnicy (1998) oraz Legnicy (2003, na turnieju tym wypełnił arcymistrzowską normę).
Piotr Murdzia specjalizuje się w rozwiązywaniu zadań szachowych. Od 1991 r. regularnie uczestniczy w mistrzostwach świata i Europy w rozwiązywaniu zadań. W swoim dorobku ma siedem tytułów indywidualnego mistrza świata (Portorož 2002, Eretria 2005, Wageningen 2006, Jurmała 2008, Rio de Janeiro 2009, Kobe 2012, Batumi 2013), cztery tytuły wicemistrza świata (Wageningen 2001, Chalkidiki 2004, Grecja 2010, Berno 2014) oraz dwa medale brązowe (Rodos 2007, Jesi 2011). W klasyfikacji drużynowej sześciokrotnie zdobył złote medale (2009, 2010, 2011, 2012, 2013, 2014). W rozgrywkach z cyklu indywidualnych mistrzostw Europy zdobył 10 medali: 7 złotych (Warszawa 2006, Antalya 2008, Subotica 2009, Łowicz 2011, Kijów 2012, Wilno 2013, Igalo 2014), 2 srebrne (Legnica 2005, Sunningdale 2010) oraz 1 brązowy (Pardubice 2007). Jest również ośmiokrotnym medalistą drużynowych mistrzostw Europy: trzykrotnie złotym (2009, 2013, 2014), dwukrotnie srebrnym (2010, 2012) oraz trzykrotnie brązowym (2007, 2008, 2011).
Do 2010 r. piętnastokrotnie zdobywał tytuły mistrza Polski. Szesnasty złoty medal zdobył w 2015. Jest międzynarodowym mistrzem Holandii, Czech (czterokrotnie), Słowacji (czterokrotnie), Niemiec, Serbii i Czarnogóry (dwukrotnie) oraz Wielkiej Brytanii.
W 2002 r. jako pierwszy Polak w historii otrzymał tytuł arcymistrza w rozwiązywaniu zadań. Na liście rankingowej w dniu 1 kwietnia 2014 r. dotyczącej rozgrywek w rozwiązywaniu zadań zajmował 2. miejsce na świecie z wynikiem 2776 punktów.
Od września 2009 r. pełni funkcję Kierownika Wyszkolenia Polskiego Związku Szachowego.